# Beatrice Hill-Lowe
Beatrice Geraldine Hill-Lowe (* 26. Januar 1868 in Ardee als Beatrice Geraldine Ruxton; † 2. Juli 1951 in Tenby) war eine britische Bogenschützin.
Hill-Lowe nahm an den Olympischen Spielen 1908 in London teil. Im Wettbewerb Double National Round errang sie mit dem dritten Platz die Bronzemedaille. Damit war sie die erste Irin, die eine Medaille gewann.